# Luidia ciliaris
Luidia ciliaris is een kamster uit de familie Luidiidae. De wetenschappelijke naam van de soort werd in 1837 gepubliceerd door Rodolfo Amando Philippi. Deze soort wordt gevonden in de oostelijke Atlantische Oceaan en de Middellandse Zee.

## Kenmerken
Het lichaam bestaat uit een schijf met 7 lange armen. Het dier kan meer dan 60 cm in doorsnee worden. L. ciliaris is oranjebruin van kleur. Het is een grote maar fragiele zeester en verliest gemakkelijk zijn armen (die daarna regenereren). De armen hebben evenwijdige zijden en lopen taps toe bij de punt. Ze hebben een opvallende rand van witte stekels langs de randen. Het bovenoppervlak is bekleed met paxillae, stekels in de vorm van een pilaar met een platte bovenkant met kleine doorntjes. Ook worden veellobbige, tepelachtige papillen gezien. Aan de bovenzijde van de armen bevinden zich geen randplaten, maar die aan de onderzijde dragen pedicellariae met twee kleppen. De buisvoeten zijn lang en talrijk. Ze hebben geen zuignappen, maar hebben twee sets klemlampen. De geslachtsklieren zijn gerangschikt in twee rijen langs de lengte van de armen. Een mond bevindt zich in het midden van de onderkant, met een slokdarm en een hartmaag, maar geen darm, pylorusmaag of anus.

## Leefwijze
Dit is een vraatzuchtige soort, die zich voedt met andere zeesterren, zee-egels en brokkelsterren.

## Verspreiding en leefgebied
L. ciliaris komt voor op de zeebodem in de oostelijke Atlantische Oceaan van Noorwegen en de Faeröer tot Kaapverdië en de Azoren in zuidelijke richting en in de Middellandse Zee. Het wordt gevonden in de neritische zone tot een diepte van 400 meter, voornamelijk op zachte sedimenten waarin het soms ingraaft, maar soms op grindachtige of stenige bodems.